# Parcul Național Digya
Parcul Național Digya este cel de-al doilea parc național ca suprafață și cea mai veche arie protejată din Ghana. Este localizat în Regiunea Brong-Ahafo, a fost creat în anul 1900, iar din 1971 are statut de parc național. Este singura arie protejată ghaneză care se învecinează cu Lacul Volta.

## Geografie
Întins pe o suprafață de 3743 kilometri pătrați, Parcul Național Digya se învecinează la nord, sud și est cu Lacul Volta. Are o formă peninsulară și ocupă un teren jos, cu relief ondulat. Din punct de vedere al vegetației, rezervația se află într-o zonă de tranziție de la pădurea ecuatorială la savană.

## Istoric
Parcul Național Digya a fost creat ca și arie protejată în anul 1900, aceasta conferindu-i titlul de cea mai veche rezervație de pe teritoriul Ghanei. A fost achiziționată de către guvern și transformată în parc național în 1971. În perioada în care guvernul a obținut teritoriile, parcului acestea aveau o populație grupată în sate de fermieri și pescari. În 2006 erau 49 de astfel de așezări, pe care guvernul a început să le evacueze . Din anul 2005 funcționează un sistem de pază menit să contracareze activitățile ilegale.

## Faună
În Parcul Național Digya sunt protejate cel puțin 6 specii de primate  și elefanți ce fac parte din specii mai puțin studiate; populația de elefanți este a doua cea mai numeroasă din Ghana. În brațele lacului Volta care se extind către limitele parcului trăiesc lamantini și vidre africane fără gheare. Avifauna zonei cuprinde 236 de specii.